# Jeux asiatiques de 1990
Navigation
Édition précédente Édition suivante
Les XIe Jeux asiatiques se sont déroulés du 22 septembre au 7 octobre 1990 à Pékin, en Chine. Ils ont rassemblé 6 122 participants de 36 pays asiatiques dans 27 sports.

## Sports
Les 6 122 athlètes se sont affrontés dans 27 sports.
- Athlétisme (résultats détaillés)
- Aviron
- Badminton
- Basket-ball
- Boxe
- Canoë-kayak
- Cyclisme
- Escrime
- Football
- Golf
- Gymnastique
- Haltérophilie
- Handball
- Hockey sur gazon
- Judo
- Kabbadi
- Lutte
- Natation
- Sepak takraw
- Softball
- Tennis
- Tennis de table
- Tir
- Tir à l'arc
- Voile
- Volley-ball
- Wushu

## Délégations présentes
Les Jeux asiatiques 1990 ont vu la participation de 6 122 athlètes représentant trente-six délégations, soit quatorze de plus qu'en 1986. 
La Chine, qui organise pour la première fois un grand événement sportif international, termine largement en tête du tableau des médailles en remportant plus de la moitié des épreuves.
| Rang  | Nation          | Or  | Argent | Bronze | Total |
| ----- | --------------- | --- | ------ | ------ | ----- |
| 1     | Chine           | 183 | 107    | 51     | 341   |
| 2     | Corée du Sud    | 54  | 54     | 73     | 181   |
| 3     | Japon           | 38  | 60     | 76     | 174   |
| 4     | Corée du Nord   | 12  | 31     | 39     | 82    |
| 5     | Iran            | 4   | 6      | 8      | 18    |
| 6     | Philippines     | 4   | 5      | 9      | 18    |
| 7     | Pakistan        | 4   | 1      | 7      | 12    |
| 8     | Indonésie       | 3   | 6      | 21     | 30    |
| 9     | Qatar           | 3   | 2      | 1      | 6     |
| 10    | Thaïlande       | 2   | 7      | 8      | 17    |
| 11    | Malaisie        | 2   | 2      | 4      | 8     |
| 12    | Inde            | 1   | 8      | 14     | 23    |
| 13    | Mongolie        | 1   | 7      | 9      | 17    |
| 14    | Syrie           | 1   | 0      | 2      | 3     |
| 15    | Oman            | 1   | 0      | 0      | 0     |
| 16    | Taipei chinois  | 0   | 10     | 21     | 31    |
| 17    | Hong Kong       | 0   | 2      | 5      | 7     |
| 18    | Sri Lanka       | 0   | 2      | 1      | 3     |
| 19    | Singapour       | 0   | 1      | 4      | 5     |
| 20    | Bangladesh      | 0   | 1      | 0      | 1     |
| 21    | Birmanie        | 0   | 0      | 2      | 2     |
| 22    | Laos            | 0   | 0      | 1      | 1     |
| 23    | Macao           | 0   | 0      | 1      | 1     |
| 24    | Népal           | 0   | 0      | 1      | 1     |
| 25    | Arabie saoudite | 0   | 0      | 1      | 1     |
| Total | Total           | 313 | 312    | 358    | 983   |